# IJF World Tour 2017
Il IJF World Tour 2017 è la non edizione del circuito dell'International Judo Federation, composto da una serie di tornei internazionali di judo.

È iniziato l'11 febbraio e si è concluso il 17 dicembre, è composto da 15 tappe in 14 stati diversi situati  in Europa, Asia e America Centrale. 
Durante questa edizione si sono volte le seguenti competizioni:
- 1 campionato del mondo
- 1 torneo World Master
- 5 Grand Slam
- 8 Grand Prix

## I tornei
| Nº | Torneo                  | Sede                           | Data                      | Resoconto | Rif.   |
| -- | ----------------------- | ------------------------------ | ------------------------- | --------- | ------ |
| 1  | Paris Grand Slam        | Francia, Parigi                | 11 - 12 febbraio          | resoconto | [ 1 ]  |
| 2  | Düsseldorf Grand Prix   | Germania, Dusseldorf           | 24 - 26 febbraio          | resoconto | [ 2 ]  |
| 3  | Baku Grand Slam         | Azerbaigian, Baku              | 10 - 12 marzo             | resoconto | [ 3 ]  |
| 4  | Tbilisi Grand Prix      | Georgia, Tbilisi               | 31 marzo - 02 aprile      | resoconto | [ 4 ]  |
| 5  | Antalya Grand Prix      | Turchia, Antalya               | 07 - 09 aprile            | resoconto | [ 5 ]  |
| 6  | Ekaterinburg Grand Slam | Russia, Ekaterinburg           | 20 - 21 maggio            | resoconto | [ 6 ]  |
| 7  | Cancun Grand Prix       | Messico, Cancún                | 16 - 18 giugno            | resoconto | [ 7 ]  |
| 8  | Qingdao Grand Prix      | Cina, Qingdao                  | 30 giugno - 02 luglio     | resoconto | [ 8 ]  |
| 9  | World Championships     | Ungheria, Budapest             | 28 agosto - 02 settembre  | resoconto | [ 9 ]  |
| 10 | Zagreb Grand Prix       | Croazia, Zagreb                | 29 settembre - 01 ottobre | resoconto | [ 10 ] |
| 11 | Tashkent Grand Prix     | Uzbekistan, Tashkent           | 06 - 08 ottobre           | resoconto | [ 11 ] |
| 12 | Abu Dhabi Grand Slam    | Emirati Arabi Uniti, Abu Dhabi | 26 - 28 ottobre           | resoconto | [ 12 ] |
| 13 | The Hague Grand Prix    | Paesi Bassi, La Hague          | 17 - 19 novembre          | resoconto | [ 13 ] |
| 14 | Tokyo Grand Slam        | Giappone, Tokyo                | 02 - 03 dicembre          | resoconto | [ 14 ] |
| 15 | World Masters           | Russia, San Pietroburgo        | 16 - 17 dicembre          | resoconto | [ 15 ] |